# Харденбергское холмистое низкогорье
Харденбергское холмистое низкогорье (нем. Hardenberger Hügelland) — это природно-территориальный (ландшафтный) комплекс в Германии с классификационным номером 3371.12 (земля Северный Рейн-Вестфалия, у города Фельберт).

## Общая характеристика
Харбенбергское холмистое низкогорье территориально охватывает бассейн ручьёв Дайльбах и Харденбергер Бах между Вупперталем-Дёнбергом и Фельбертом-Лангенбергом восточнее Фельбертской возвышенности и расположенной юго-восточнее возвышенности Фосснакен. Также на этой территории расположен район Вупперталя Зибенайк, район Фельберта Невигес и мелкие поселения Виндрат, Кулендаль, Валльмихрат, Нордрат. В рельефе преобладают холмы с мягкими куполовидными очертаниями или с плоскими выровненными вершинами, имеющими высоту от 300 м на юге до 240 м на севере района.
К северо-востоку от Невигеса располагается обширная котловина, называемая Виндратской, сложенная известковыми и квасцовыми сланцами. Ранее в так называемой «Квасцовой дыре» близ Виндрата добывался минерал алунит. Севернее и южнее в местных сланцах находятся прослои граувакки (темно-серого до бурого песчаника) и кварцитов. В настоящее время Виндратская котловина используется преимущественно для сельского хозяйства, а лесных островков здесь немного. В нижней части долины Дайльбаха в Лангенберге и долины Харденбергер Баха в Невигесе имеют сравнительно широкие и плоские поймы, плотно застроенные городскими и промышленными зданиями.

## Охрана природы
Практически всё Харденбергское холмистое низкогорье входит в комплексный ландшафтный природоохранный комплекс LSG 4608-0003 по классификации ФРГ. Кроме того, особо тщательно охраняются его отдельные местности, называемые биотопами: GB 4608-0016, GB 4608-0018, BK 4608-0125, BK 4608-054. Отдельной охране подлежит аллея старых деревьев AL-ME-6004 между Виндратом и Шеленхаузеном.